# Louis Chiron

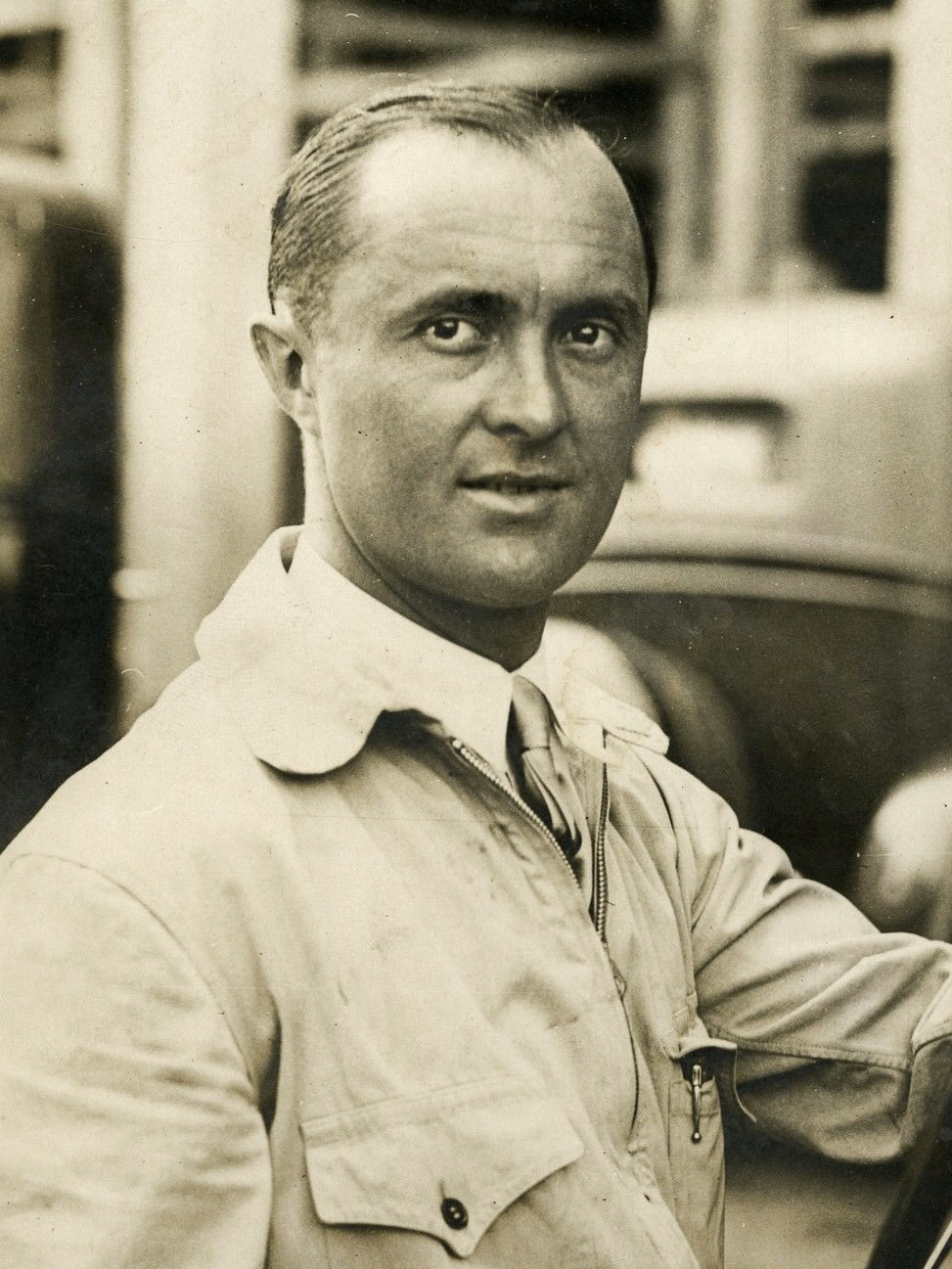
Chân dung Louis Chiron năm 1931.

Louis Alexandre Chiron (3 tháng 8 năm 1899 - 22 tháng 6 năm 1979) là một tay đua xe Monaco từng thi đấu trong các cuộc đua, xe đua thể thao và Grands Prix.
Trong số những người điều khiển vĩ đại nhất giữa hai Thế chiến, sự nghiệp của ông đã kéo dài hơn ba mươi năm, bước ra ánh sáng vào năm 1927 và kết thúc vào cuối những năm 1950. Đây cũng là lý do tại sao ông vẫn là tay đua già nhất từng đua trong Công thức 1, đã giành vị trí thứ 6 trong cuộc đua Grand Prix 1955 khi ông 55 tuổi. Bugatti Chiron lấy tên từ ông.

## Nghề nghiệp
Louis Chiron có hứng thú với xe hơi và đua xe khi ông còn là một thiếu niên. Ông bắt đầu lái xe trong các cuộc đua Grand Prix sau Thế chiến I, trong đó ông được biệt phái từ một trung đoàn pháo binh làm tài xế cho Maréchal Pétain và Maréchal Foch.
Ông đã chiến thắng cuộc đua địa phương đầu tiên của mình, Grand Prix de Comminges năm 1926, tại Saint-Gaudens, gần Toulouse và tiếp tục lái một chiếc Bugatti và Alfa Romeo P3 để giành chiến thắng tại Marseille Grand Prix, Circuit of Masaryk, và Giải thưởng lớn của Tây Ban Nha. Trong Indianapolis 500 năm 1929, ông lái một chiếc Delage đến vị trí thứ 7. Ông đã giành được giải Grand Prix năm 1931 của Monaco, tay đua Monaco duy nhất đã giành được giải grand grandx nhà của mình và vào năm 1933, ông hợp tác với tay đua chuyên nghiệp bền bỉ Luigi Chinetti để giành chiến thắng trong cuộc đua Spa 24 giờ.
Chiron đã nghỉ hưu vào năm 1938 và Thế chiến II đã điều khiển xe mô tô một năm sau đó. Khi cuộc đua trở lại sau Chiến tranh, ông đã nghỉ hưu và lái một chiếc Talbot-Lago để giành chiến thắng trong hai giải Grands Prix của Pháp.
Theo đánh giá của tờ Los Angeles Times về tiểu sử của tài xế Hellé Nice, Chiron đã buộc tội cô, tại một bữa tiệc năm 1949 ở Monaco để chúc mừng Monte Carlo Rally sau chiến tranh đầu tiên, "hợp tác với Đức quốc xã". Đánh giá cho biết người viết tiểu sử Miranda Seymour là "chu vi về tội lỗi của Nice". Một đánh giá của cùng một cuốn sách trên tờ Thời báo New York cho biết Nice bị buộc tội là một "đặc vụ Gestapo"; rằng Seymour "phản bác" cáo buộc; và nó làm cho Nice "thất nghiệp". Cuốn sách của Seymour nói rằng trong một bức thư gửi Antony Noghes, người đứng đầu ủy ban Monte Carlo Rally, Hellé Nice đã "phản đối sự vô tội của cô"; rằng cô nói với anh rằng cô sẽ kháng cáo lên tòa án Monaco trừ khi Chiron viết lời xin lỗi; rằng không có bức thư nào từ Chiron được tìm thấy; và rằng tòa án không có hồ sơ về một trường hợp như vậy trong khoảng thời gian từ 1949 đến 1955.
Kết hợp với tay đua người Thụy Sĩ Ciro Basadonna, Chiron đã giành chiến thắng tại Monte Carlo Rally năm 1954 và giành được bục kết thúc trong mười lăm cuộc đua Công thức Một mà anh tham gia năm đó. Cuộc đua cuối cùng của ông là vào năm 1955, khi ông đưa Lancia D50 lên vị trí thứ sáu tại giải đua Grand Prix vài tuần trước sinh nhật thứ 56 của ông, trở thành tay đua lớn tuổi nhất tham gia cuộc đua Công thức 1. Ông cũng là tay đua già nhất từng tham gia cuộc đua Công thức 1, tham gia tập luyện cho giải đua Grand Prix 1958 khi ông 58 tuổi.